# Laša Pipia
Laša Pipia (rusky Лаша Пипия; 27. prosinec 1975 Zugdidi, Sovětský svaz – 30. července 2021) byl ruský reprezentant v judu. Původem byl Gruzín.

## Sportovní kariéra
Judo trénoval na Urale v Čeljabinsku.
V roce 1999 si odbyl premiéru v ruských barvách na mistrovství světa a vypadl smolně v prvním kole. Na olympijské hry v Sydney se nekvalifikoval kvůli nízkému počtu bodů z turnajů světového poháru. Situace v polostřední váze byla pro Rusy kritická, protože žádný jejich reprezentant neměl dostatek bodů a museli se tak poprvé v historii smířit s faktem, že na olympijských hrách nebude startovat kompletní tým.
Po olympijských hrách v Sydney získal svoji první velkou medaili, ale v reprezentačním A-týmu dlouho nevydržel. Postupně ho z nominací vytlačili Salamu Mežidov a Dmitrij Nosov.

## Výsledky
| Turnaj             | 1999 | 2000 | 2001 | 2002 |
| ------------------ | ---- | ---- | ---- | ---- |
| Mistrovství světa  | úč.  | -    | úč.  | -    |
| Mistrovství Evropy | dns  | dns  | 2.   | 5.   |